# Словен
Словен (Словенъ) — персонаж книжных легенд, князь и родоначальник, эпоним славян.

## Арабо-персидские источники
Согласно анонимному сочинению «Моджмал ат-таварих» («Собрание историй»), составленному в 1126 году:
…И Славянин пришёл к Русу, чтобы там обосноваться. Рус ему ответил, что это место тесное (для нас двоих). Такой же ответ дали Кимари и Хазар. Между ними началась ссора и сражение, и Славянин бежал и достиг того места, где ныне земля славян. Затем он сказал: «Здесь обоснуюсь и им легко отомщу». [Славяне] делают жилища под землёй, так чтобы холод, который бывает наверху, их не достал. И он [Славянин] приказал чтобы принесли много дров, камней и угля, и эти камни бросали в огонь, и на них лили воду, пока не пошёл пар и под землей стало тепло. И сейчас они зимой делают так же. И та земля обильна. И много занимаются они торговлей…
В других источниках фигурирует Саклаб — эпоним народа Сакалиба, чаще всего — славян. У ряда арабских авторов он назван сыном Иафета, но у Абу Сулеймана Давуда он — сын Мадая или Елисы.

## Славянские источники
Согласно «Сказанию о Словене и Русе», новгородскому по происхождению легендарно-историческому сочинению XVII века, Словен произошёл от Скифа. По причине усобицы Словен и его брат Рус в 3099 году от Сотворения мира со своими людьми переселились на север. На севере деяния Словена и Руса связывается с древними топонимами и городами. Они долго странствовали, затем пришли к озеру Мойска, позднее получившему название Ильмень («Илмерь») в честь сестры Словена и Руса Илмеры. Река Мутная была переименована по имени старшего сына Словена в Волхов. На её берегу князь построил город Великий Словенск, позднее названный Новгород. Рус основал город Русу (Старая Русса). Аналогично прочие новгородские топонимы возводятся к именам родственников князей.
Сыновья и внуки Словена и Руса совершали походы до Ледовитого океана, Урала и страны за горами, «рекомой Скирь, иже есть Сибирь». Потомкам Словена и Руса покорился весь север до Ледовитого океана и Зауралья — Сибири, а вместе с сородичами — болгарами и скифами они подчинили земли до Дуная.
Конструкция «Сказания…» и его датировки не соответствуют историческим реалиям; скифская эпоха относится к 1-му тысячелетию до н. э., а в «Сказании…» Словен и Рус перемещаются со своими народами на север Восточной Европы из-за распрей между потомками Скифа в 2409 году до н. э.
Иоакимовская летопись, спорный источник обнаруженный или подделанный историком В. Н. Татищевым, сообщает, что Словен — князь, брат Скифа и потомок Иафета, много воевал на востоке, после чего ему пришлось сдвинуться на запад. Там он захватил Причерноморье и земли по Дунаю, и подвластные ему народы от его имени назвались славянами. Землями у Дуная, а также Фракией и Иллирией он оставил править своего сына Бастарна, после чего пошёл на север, где основал город Словенск. Скиф же остался в Причерноморье, где подвластные ему народы начали заниматься скотоводством и грабежом. В честь него эти земли назвали Скифией. Словен основал династию, которая правила много сотен лет.